# Casimiro López Llorente
Casimiro López Llorente (El Burgo de Osma, 10 de novembro de 1950) é bispo de Segorbe-Castellón de la Plana.
Casimiro López Llorente recebeu o sacramento da ordenação em 6 de abril de 1975. João Paulo II o nomeou Bispo de Zamora em 2 de fevereiro de 2001.
O núncio apostólico em Espanha e Andorra, Manuel Monteiro de Castro, consagrou-o a 25 de março do mesmo ano como bispo; Os co-consagradores foram Antonio María Cardeal Rouco Varela, Arcebispo de Madrid, e José Delicado Baeza, Arcebispo de Valladolid.
Papa Bento XVI nomeou-o em 25 de abril de 2006 Bispo de Segorbe-Castellón de la Plana. Como lema, escolheu In servitium communionis. 